# Egipto en los Juegos Paralímpicos de Sídney 2000
Egipto estuvo representado en los Juegos Paralímpicos de Sídney 2000 por un total de 45 deportistas, 33 hombres y 12 mujeres.

## Medallistas
El equipo paralímpico egipcio obtuvo las siguientes medallas:
| Nombre                | Deporte                   | Evento                 |
| --------------------- | ------------------------- | ---------------------- |
| Oro                   |                           |                        |
| Mahmud Elatar         | Atletismo                 | Disco F58 masculino    |
| Mahmud Elatar         | Atletismo                 | Jabalina F58 masculino |
| Ibrahim Alam          | Atletismo                 | Peso F58 masculino     |
| Fatma Omar            | Levantamiento de potencia | –44 kg femenino        |
| Goma G. Ahmed         | Levantamiento de potencia | –56 kg masculino       |
| Metwali Mazna         | Levantamiento de potencia | –60 kg masculino       |
| Plata                 |                           |                        |
| Ahmed Hasan Mahmud    | Atletismo                 | 400 m T37 masculino    |
| Tarek Husein          | Atletismo                 | Disco F37 masculino    |
| Ibrahim Ali           | Atletismo                 | Disco F57 masculino    |
| Metawa Abueljir       | Atletismo                 | Disco F58 masculino    |
| El-Sayed Musa         | Atletismo                 | Jabalina F58 masculino |
| Hani Elbehiri         | Atletismo                 | Peso F58 masculino     |
| Abir Ibrahim Ali Nail | Levantamiento de potencia | –48 kg femenino        |
| Hend Abdelati         | Levantamiento de potencia | –82,5 kg femenino      |
| Osama El-Sernegawi    | Levantamiento de potencia | –52 kg masculino       |
| Shaban Ibrahim        | Levantamiento de potencia | –67,5 kg masculino     |
| Abdelmonem Farag      | Levantamiento de potencia | –90 kg masculino       |
| Sherif Bakr           | Levantamiento de potencia | –100 kg masculino      |
| Bronce                |                           |                        |
| Karima Feleifal       | Atletismo                 | Disco F58 femenino     |
| Zakia Abdin           | Atletismo                 | Jabalina F58 femenino  |
| Mervat Omar           | Atletismo                 | Peso F58 femenino      |
| Ahmed Hasan Mahmud    | Atletismo                 | 200 m T37 masculino    |
| Hosam Abdelatif       | Atletismo                 | Disco F57 masculino    |
| Ibrahim Ali           | Atletismo                 | Jabalina F57 masculino |
| Hani Elbehiri         | Atletismo                 | Jabalina F58 masculino |
| Nadia Ali             | Levantamiento de potencia | –67,5 kg femenino      |
| El-Sayed Abdelaal     | Levantamiento de potencia | –75 kg masculino       |
| Mostafa Hamed         | Levantamiento de potencia | –82,5 kg masculino     |